# Geophagus
Geophagus is een geslacht van straalvinnige vissen uit de familie van cichliden (Cichlidae).

## Soorten
- Geophagus abalios López-Fernández & Taphorn, 2004
- Geophagus altifrons Heckel, 1840
- Geophagus argyrostictus Kullander, 1991
- Geophagus brachybranchus Kullander & Nijssen, 1989
- Geophagus brasiliensis (Quoy & Gaimard, 1824)
- Geophagus brokopondo Kullander & Nijssen, 1989
- Geophagus camopiensis Pellegrin, 1903
- Geophagus crassilabris Steindachner, 1876
- Geophagus dicrozoster López-Fernández & Taphorn, 2004
- Geophagus gottwaldi Schindler & Staeck, 2006
- Geophagus grammepareius Kullander & Taphorn, 1992
- Geophagus harreri Gosse, 1976
- Geophagus iporangensis Haseman, 1911
- Geophagus itapicuruensis Haseman, 1911
- Geophagus megasema Heckel, 1840
- Geophagus neambi Lucinda, de Lucena & Assis, 2010
- Geophagus obscurus (Castelnau, 1855)
- Geophagus parnaibae Staeck & Schindler, 2006
- Geophagus pellegrini Regan, 1912
- Geophagus proximus (Castelnau, 1855).
- Geophagus steindachneri Eigenmann & Hildebrand, 1922
- Geophagus surinamensis (Bloch, 1791)
- Geophagus sveni Lucinda, de Lucena & Assis, 2010
- Geophagus taeniopareius Kullander & Royero-León, 1992
- Geophagus winemilleri López-Fernández & Taphorn, 2004

## Beeldgalery
- Video van 14 soorten ter vergelijking